# Fundacja Panoptykon
Fundacja Panoptykon – polska organizacja pozarządowa, której celem jest ochrona podstawowych wolności wobec zagrożeń związanych z rozwojem współczesnych technik nadzoru nad społeczeństwem. Działalność Fundacji wpisuje się w szerszy nurt badania i reagowania na zjawisko „społeczeństwa nadzorowanego”.
Fundacja została założona 17 kwietnia 2009 przez Katarzynę Szymielewicz, Małgorzatę Szumańską, Piotra Drobka oraz Krystiana Legierskiego. W 2021 r. do zarządu Fundacji dołączyła Anna Obem.
Nazwa Fundacji nawiązuje do wymyślonego i opisanego przez Jeremy’ego Benthama więzienia. Koncepcję panoptykonu rozwinął Michel Foucault.

## Cele
Celem Fundacji jest:
- działanie na rzecz ochrony praw człowieka w społeczeństwie nadzorowanym;
- inicjowanie oraz podnoszenie poziomu debaty publicznej na temat mechanizmów i technologii umożliwiających nadzorowanie społeczeństwa oraz wykorzystywanie informacji o jednostkach;
- podejmowanie inicjatyw badawczych dotyczących rozwoju społeczeństwa nadzorowanego oraz analizy społecznych konsekwencji tego procesu;
- podejmowanie działań edukacyjno-oświatowych służących zwiększeniu znajomości praw przysługujących jednostkom oraz społecznej świadomości zagrożeń związanych z rozwojem społeczeństwa nadzorowanego.

## Działania
W ramach swoich działań Fundacja:
- monitoruje zagrożenia dla praw i wolności, które mogą wynikać z niewłaściwego użycia nowych technologii przez władzę publiczną lub podmioty komercyjne (np. międzynarodowe korporacje);
- analizuje obowiązujące i proponowane rozwiązania prawne, także na poziomie Unii Europejskiej;
- bada, czy konkretne rozwiązanie prawne nie prowadzi do nadmiernego ograniczenia naszej autonomii informacyjnej, wykluczenia społecznego pewnych grup osób lub naruszenia godności człowieka;
- diagnozuje ryzyka związane z rozwojem w Polsce współczesnych technik nadzoru nad społeczeństwem;
- interweniuje, kiedy te ryzyka materializują się w postaci naruszeń prawa, nadużyć władzy czy napięć społecznych;
- prowokuje dyskusję społeczną na temat zagrożeń i aktualnych problemów związanych z rozwojem społeczeństwa nadzorowanego.

## Organizacja wewnętrzna
Władzami Fundacji są: Rada Fundacji oraz Zarząd Fundacji. W skład Zarządu wchodzą Katarzyna Szymielewicz oraz Anna Obem. W skład Rady Fundacji wchodzą: Monika Bełdowska, Piotr Drobek, Witold Klaus oraz Krystian Legierski.

## Interwencje
Pierwszą interwencją Fundacji Panoptykon była kampania przeciwko obowiązkowej personalizacji tzw. kart miejskich w Warszawie. Fundacja Panoptykon domagała się przywrócenia alternatywy dla spersonalizowanych kart miejskich dla tych pasażerów, którzy nie zgadzają się na udostępnianie swoich danych osobowych Zarządowi Transportu Miejskiego. Te żądania były poparte argumentami prawnymi, m.in. zakwestionowaniem legalności działań ZTM na gruncie ustawy o ochronie danych osobowych. Równolegle Fundacja prowadziła akcją społeczną „Mam Cię – bo Muszę”, zachęcając przeciwników personalizacji do wyrażenia sprzeciwu, poprzez wyrobienie karty miejskiej z protestacyjnym tłem. Kampania zakończyła się połowicznym sukcesem. Grupa radnych miejskich z pomocą ekspertów prawnych Fundacji przygotowała projekt przywrócenia biletów imiennych nie kodowanych w centralnej bazie danych ZTM. Udało się także uzyskać wystarczające poparcie, żeby wprowadzić projekt pod obrady Rady Miasta w specjalnym, przyspieszonym trybie. Ostatecznie jednak nie udało się poddać go pod głosowanie.
Fundacja Panoptykon była zaangażowana w działania koalicji organizacji pozarządowych przeciwko projektowi wprowadzenia Rejestru Stron i Usług Niedozwolonych. Fundacja weszła w skład grupy odpowiedzialnej za formułowanie postulatów oraz reprezentowanie koalicji podczas spotkań ze stroną rządową (m.in. spotkania premiera Tuska z internautami 5 lutego 2010). Wskutek kampanii rząd wycofał się z projektu Rejestru Stron i Usług Niedozwolonych. Koalicja działa jednak nadal na rzecz przeprowadzenia systemowej reformy prawa, która zagwarantowałaby przestrzeganie praw podstawowych w Internecie.
W 2011 Fundacja występowała również przeciwko obowiązkowym badaniom ginekologicznym dla kobiet, ustawie o systemie informacji oświatowej oraz systemie informacji w ochronie zdrowia. Interweniowała w sprawie zamontowania kamer z mikrofonami w Mławie, a także w sprawie monitoringu na łódzkim basenie.
Wraz z Fundacją „Internet. Czas działać!” wystosowała również petycję, która miała na celu spowodowanie likwidacji skryptów śledzących Big Techu (m.in. Google'a czy Facebooka) na rządowych stronach.
Fundacja podejmuje m.in. działania przeciwko obowiązkowej retencji danych, blokowaniu stron internetowych, międzynarodowemu porozumieniu ACTA (porozumienie ds. walki z podrabianiem towarów i piractwem) czy porozumieniu PNR (porozumienie w sprawie przechowywania i udostępniania danych pasażerów lotniczych).

## Seminarium Panoptykon

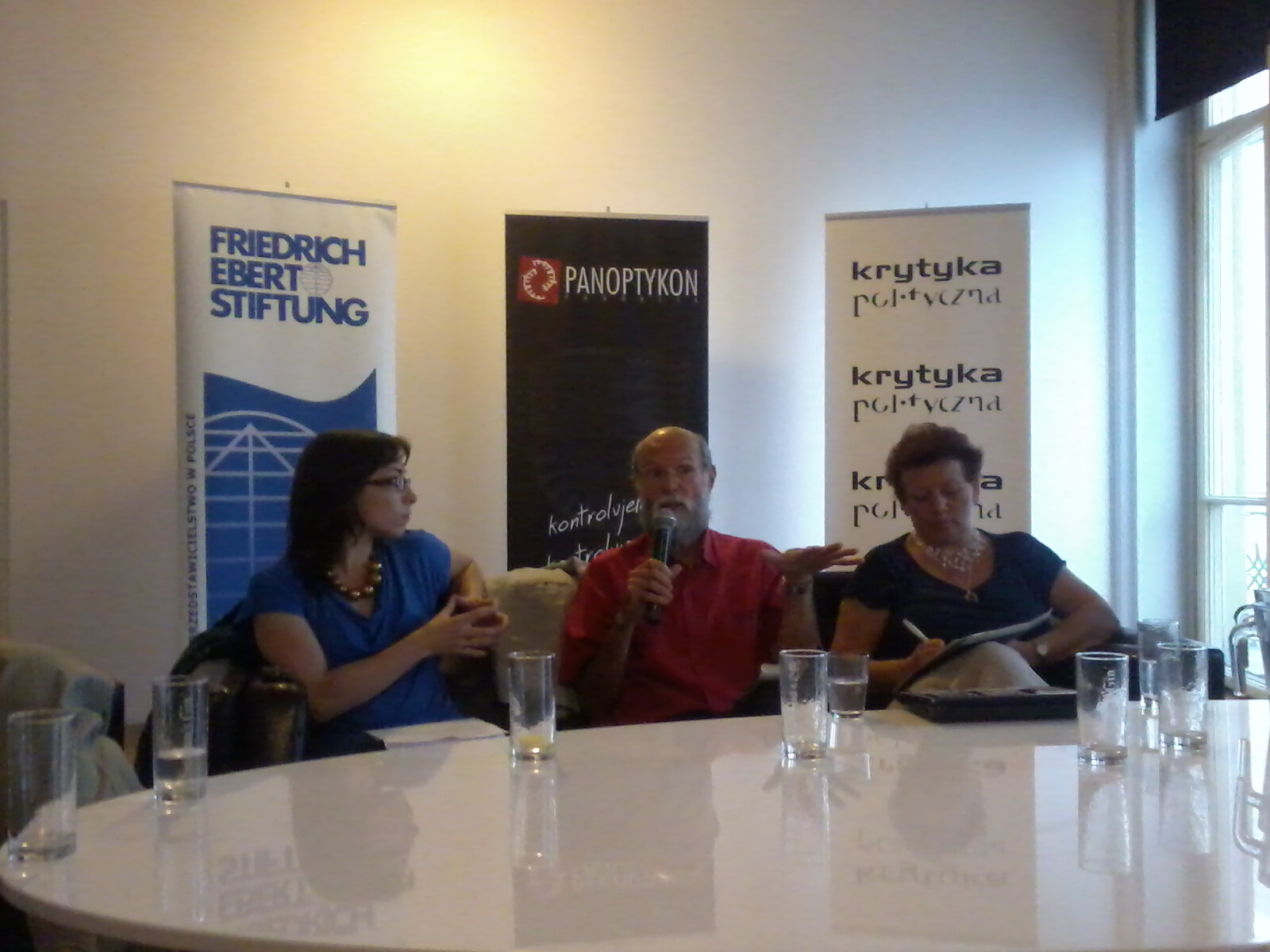
Spotkanie z prof. Davidem Lyonem zorganizowane przez Fundację Panoptykon w lipcu 2011

Od jesieni 2009 do lata 2011 Fundacja organizowała comiesięczne, otwarte dyskusje na temat współczesnych form nadzoru nad społeczeństwem pt. „Seminarium Panoptykon. Rozmowy o społeczeństwie nadzorowanym”.
Spotkania były poświęcone m.in. monitoringowi wizyjnemu, gromadzeniu danych medycznych, nadzorowi nad internetem, teoretycznym aspektom współczesnego nadzoru nad społeczeństwem, nadzorowi nad pracownikami, integracji publicznych baz danych, nadzorowi nad biedą, retencji danych telekomunikacyjnych czy nadzorowi w szkole.
W lipcu 2011 Fundacja zorganizowała spotkanie z Davidem Lyonem, światowej sławy badaczem społeczeństwa nadzorowanego. O to, czym jest współczesny nadzór i jak wpływa na nasze życie, pytali prof. Lyona polscy badacze społeczni, filozofowie i dziennikarze.

## Publikacje
W 2011 Fundacja wydała dwa raporty: Internet a prawa podstawowe. Ekspresowy przegląd problemów regulacyjnych oraz Nadzór 2011. Próba podsumowania.
Pierwszy raport zbiera i porządkuje problemy regulacyjne w obszarze internetu i praw podstawowych. Pomaga rozpoznać podstawowe wyzwania na tym polu oraz zorientować się w możliwych kierunkach zmian regulacyjnych. Drugi raport natomiast skupia się na tych aktualnych tematach, które najlepiej ukazują napięcia i wyzwania związane ze współczesnym nadzorem: monitoring wizyjny, retencja i dostęp służb do danych telekomunikacyjnych, przekazywanie danych między służbami różnych państw, system informacji w ochronie zdrowia oraz system informacji oświatowej. Raport przybliża również pojęcie społeczeństwa nadzorowanego oraz jego konsekwencje dla podstawowych praw i wolności.

## Źródła finansowania
Fundacja w 2009 funkcjonowała bez środków własnych, opierając się wyłącznie na pracy wolontariuszy. W 2010 Fundacja uzyskała przychód z działalności statutowej w wysokości 230 036,60 PLN i poniosła koszty działalności statutowej w wysokości 69 919,57 PLN. Głównym źródłem przychodu były granty celowe z: Fundacji Batorego (123 000 PLN), 10 000 USD z Internet Society i 75 000 USD z Open Society Institute. W 2015  Fundacja uzyskała status Organizacji Pożytku Publicznego i jest uprawniona do pozyskiwania 1,5% podatku od osób fizycznych, pozwalając Fundacji na finansowanie w ten sposób swoich działań.